# 黑銼口象鼻魚
黑銼口象鼻魚，為輻鰭魚綱骨舌魚目象鼻魚科的其中一種。分布於非洲剛果河中游流域，棲息於水底，體長可達9.2公分。